# Eugen Cristea
Eugen Cristea (n. 18 aprilie 1952, București, România) este un actor român de teatru și film.
A urmat studii teatrale, absolvind I.A.T.C. din București în anul 1976. În perioada 1976-1980 a jucat la Teatrul Național din Timișoara. Din 1980, joacă pe scena Teatrului Național din București. 
În decursul carierei, a interpretat numeroase roluri de film, teatru de televiziune și teatru radiofonic. Este prezentator și realizator de emisiuni TV, regizează și compune ilustrația muzicală a unor piese de teatru. 
Eugen Cristea a publicat un volum personal de proză și a tradus literatură beletristică.
A fost căsătorit cu actrița Cristina Deleanu.

## Roluri interpretate în teatru

### La Teatrul Național din Timișoara
- Petre Vereș - Nu suntem îngeri, de Paul Ioachim – regia Emil Reus
- Blasiu Dohotaru - A cincea lebădă, de Paul Everac – regia Emil Reus
- Pinch - Comedia erorilor, de William Shakespeare – regia Ioan Ieremia
- Peruzeanu și Avocatul - Moftangii, de I.L.Caragiale -regia Miron Nețea
- Scurtuleț - Piatră la rinichi de Paul Everac – regia Dan Radu Ionescu
- Tetoianu - Clipa de Dinu Săraru – regia Ioan Ieremia
- Menestrelul -  Spațiul de clemență de M. Sabin- regie colectivă
- Emil  - Emil și detectivii de Erich Kastner - regia Dan Radu Ionescu
- Emil - Emil și cei trei gemeni de Erich Kastner regia- Dan Radu Ionescu
- Spiridon - O noapte furtunoasă de I.L.Caragiale, regia – Dan Radu Ionescu

### La Teatrul NaționalI. L. Caragialedin București
- Vlad, Polițistul și Inspectorul - Gimnastică sentimentală de V.Voiculescu, regia – N.Al. Toscani
- Leonaș și Brustur - Coana Chirița de Tudor Mușatescu - regia: Horea Popescu
- Michele - Filumena Marturano de E. de Filippo regia- Anca Ovanez Doroșenco
- Profesorul și Inspectorul – Examenul - regia:Cristian Munteanu
- Prezentator  și Desculțul - Ploșnița de V. Maiakovski -regia – Horea  Popescu
- Groza Moldovanul -  Vlaicu-Vodă de Al.Davila  regia – Mihai Berechet
- Iordache  - D’ale carnavalului de I.L.Caragiale” -regia – Sanda Manu
- Studentul , Pictorul - Cheile orașului Breda de Ș. Berceanu, regia: Sanda  Manu
- Pamphilus  - Fata din Andros de Terențiu, regia: Grigore Gonța
- Traian - Titanic-Vals de Tudor Mușatescu, regia: Mihai Berechet
- Flămânzilă și Cerbul -  Harap Alb de Radu, regia: Grigore Gonța
- Philip  - Nu se știe niciodată de George Bernard Shaw, regia: Mihai Berechet
- Băiatul  - Campionul de Ioan Gârmacea, regia- Mihai Manolescu
- Menestrelul  - Moștenirea de Titus Popovici, regia: Horea Popescu
- Actorul- Autograf- spectacol one-man-show de George Arion, regia: C. Deleanu
- Egeus  - O trilogie antică, regia: Andrei Șerban
- Nero -  Teatrul lui Nero și Seneca de E. Radzinski, regia: Mihai Berechet
- Coana Chirița - Patrihoții de Vasile Alecsandri, regia: Mihai Manolescu
- Bărbat  aplecat în spate - Mașinăria Hamlet, regia: Robert Wilson
- Bencio  - “Numele trandafirului” de Umberto Eco, regia: Grigore Gonța
- Toate rolurile (4) din Goana după fluturi, de Bogdan Amaru, regia: Grigore Gonța
- Fabian  - Noaptea regilor de William Shakespeare, regia: Andrei Șerban
- Spudercă - Anton Pann, de Lucian Blaga, regia: Dan Micu
- Inspector poliție, Omul din parc- Roberto Zucco, de B.Koltes, regia: Felix Alexa
- Șeful teatrelor -  Ondine, de J.Giraudoux, regia: Horea Popescu
- Lenin - Travestiuri de Tom Stoppard, regia: Radu Băieșu
- Hoffling -  Parcul de Botho Strauss, regia: Tudor Țepeneag
- Slujitorul  - Bacantele, regia: Mihai Măniuțiu
- Ariste  - Femeile savante de Molière, regia: Lucian Giurchescu
- Howard -  Moartea unui comis-voiajor, de Arthur Miller, regia: Horea Popescu
- Slabul  - Beethoven cântă din pistol, de Mircea M.Ionescu, regia: C. Dicu – la Teatrum  Mundi
- Cantacuzino (Zizin) - Și mai potoliți-l pe Eminescu de C.T. Popescu, regia: Grigore Gonța
- Hangiul și Guvernatorul – Omul din La Mancha de Dale Wassermann, regia: Ion Cojar
- Costică - Mofturi la Union scenariu de L. Dorneanu, după Caragiale, regia: Gelu Colceag, 2001
- Totoi  - Crimă pentru pământ, dramatizare și regie: Grigore  Gonța, 2002
- Primarul  - Revizorul, de Gogol, regia Serghei Cerkasski, 2002
- Hoțul - Revelion la Terzo Mondo, de Victor Moldovan, regia Mihai Manolescu, 2003
- Stolnicul Drăgan - Apus de soare, de Barbu Ștefănescu Delavrancea, regia Dan Pița, 2004

### Proiecte independente în teatru
- Dragoste in 5 acte (premieră 2008, Centrul Cultural Evreiesc): cinci piese din dramaturgia americană, în regia lui Moshe Yassur. Alături de Eugen Cristea, interpretul rolului principal, din distribuție mai fac parte Cristina Deleanu, Tomi Cristin, Cristina Păscălin.
- Statuia libertății de Olga Delia Mateescu, la Teatrul Masca,în regia lui Razvan Diaconu. Rol: Hebdomadar. Din distribuție mai fac parte: Cristina Deleanu, Viorel Păunescu și un grup de studenți de la UNATC.
- Tragedia lui Carmen, după Bizet (rolul Pastia). Spectacolul este un proiect UNITER în regia lui Ion Caramitru și a fost prezentat la Sibiu, Festivalul Enescu, Festivalul Teatru 2007.

## Filmografie
- Colierul de turcoaze (1986)
- Mult mai de preț e iubirea, regia: Dan Marcoci
- Enigmele se explică în zori (1989)
- Neînvinsă-i dragostea, regia: Mihnea Columbeanu
- E pericoloso sporgersi (1993)
- Evasion, regia: Jacek Gasiorowski
- Nostradamus – alături de Checky Caryo
- Mașina timpului se răzbună, rol: Bucșă, regia: Radu Popovici, 1995
- Ivan Turbincă, rol: Dumnezeu , regia: Radu Popovici, 1996
- Asfalt Tango (1996)
- Simple soldat
- Last Gasp, regia: Scott Mc Ginnis, alaturi de Robert Patrick
- Meurtres par procuration, regia: Claude Michel Rome
- Capitaine Conan (1996), regia: Bertrand Tavernier
- Le corps d’un homme, regia: C.M. Rome
- Genie, regia: Alexander Cassini
- Une mere comme y’a pas d’autres, regia: Jacques Renard
- The Clockmaker, regia: Christopher Remy
- Regatul secret, regia: David Schmoeller, rol: Chirurg (savantul nebun)
- Search for the Jewel of Polaris: Mysterious Museum (film TV) regia: David Schmoeller, rol: Darbin, 1999 (martie)
- Cavalerul adolescent, regia Phil Comeau
- Les percutes, regia Gerard Cuq, rol: Le fou raleur, 1999 (iunie)
- Les sept vies du Dr. Laux, regia: J. Gasiorowski, rol: Gilbert – 1999(iulie)
- Vlad the Impaler, rol: Printul Andrew – 2000
- Consentement mortel, rol: Maire – 2002
- Păcală se întoarce (2006) - bandit
- Om sărac, om bogat, serial TV, rol Cristea (2006 – 2007)
- Inimă de țigan, serial TV, rol: Napoleon Venus Bibescu (2008)
- Cu un pas înainte, serial TV, rol: Directorul Teatrului (2008)
- Doctori de mame, serial TV, rol: Victor Voinea (2008)
- Regina, serial TV, rol: Napoleon Venus Bibescu (2008)
- State de România, serial TV, rol: Napoleon Venus Bibescu (2010)
- Iubire cu parfum de lavandă, serial TV, rol: Manole (2024)

### Dublaje
- Duck-Tales(1996) - Flintheart Glomgold
- Dublaje mixte, la Ager Film, de reținut este rolul lui Clayton din filmul Tarzan (1999), în original vocea aparținându-i lui Brian Blessed

## Activitate regizorală
- Regizor secund al pieselor de teatru: Moștenirea, Parcul, Travestiuri, Autograf, Numele trandafirului, Anton Pan.
- Regizor al pieselor de teatru: Ionescu sau o ipoteză absurdă, de Iosif Naghiu, și Cupa, de Paul Everac.

## Activitate în radiodifuziune
Din anul 1961 are o activitate neîntreruptă în Radio: teatru radiofonic, emisiuni pentru copii (Salut voios de pionier, Clubul voioșiei), Unda veselă, recitaluri de poezie, cuplete muzicale, prezentare emisiuni muzicale (Estrada Duminicală; Sunetul muzicii, sunetul succesului), Emisiuni de S.F. și Parapsihologie (unele pe scenarii proprii, traduceri, adaptări).

## Activitate în televiziune
Are o bogată activitate în televiziune, începând din 1961: joacă teatru de televiziune (piesele Arhipelagul Lenoir, regia: Constantin Dinischiotu; Mușcata din fereastră, regia: Olimpia Arghir),  este prezentator și corealizator al emisiunilor  “Feriți-vă de măgăruș!” (între anii 1990-1997), “Ghici cine vine la mine?” (1998-1999), “Ceaiul de la ora 5” (1996-1999) , “Kiki, Riki, Miki”, “Arca Marinei”, “Personalul de Costinești” (2001).

## Activitate muzicală
- Compozitor al ilustrației muzicale a pieselor: Autograf, Harababura, Campionul, Nero și Seneca
- Membru în Cenaclul Flacăra (1975-1985)
- Compoziții proprii pentru copii
- Caseta Country (compilație), cu două compoziții proprii
- Caseta Nu vă feriți de măgăruș!
- CD Soldat căzut din iubire – CD de autor, versuri George Arion, compoziții originale – Eugen Cristea.
- Concerte cu propria trupă de folk-rock-blues Atelier la Terasa Actorilor, Casa Eliad (mai multe recitaluri), Cercul Militar, apariții la TVR1, TVR2, Tele7abc, Prima, Antena 1, Festivalul folk: Om bun (1999 și 2000).
- Concerte cu trupa Harvest of Soul, concerte la Piranha, Pub 18, Strada de Vară (2001), Buftea.

## Alte activități
- 2008 – Festivalul Internațional de Circ, Parcul Moghioroș, 17-29 iunie 2008 (prezentator).
- 2008 – Debutul trupei Atelier[3] în noua formulă (Ștefan Babaca - tobe, Cornel Andrei - chitară bas, Marius Chiran - clape, Vlad Dulea - chitară ritmică), condusă de Eugen Cristea, la club 100 Crossroads, 6 iunie 2008. Folk, pop, rock, blues. Compoziții originale: Eugen Cristea, solist vocal, chitară și beyond.

## Cărți publicate
- Vînzătorul de zîmbete, editura Eikon, Cluj 2003
- Polidor, băiatul de aur, 2006

## Traduceri
- Mașinăria rock and roll, de Norman Spinrad
- Trecând prin flacără, de Norman Spinrad
- Îngerii cancerului, de Norman Spinrad
- Cuvinte către revoluționari, de Ernesto Che Guevara
- Integrala Roger Zelazny (din limba engleză)- 10 volume: Nouă prinți din Amber, Armele din Avalon, Semnul Unicornului, Mâna lui Oberon, Curțile Haosului, Atuurile Morții, Semnul Haosului etc.

## Afilieri
- Societar de onoare al Teatrului Național „I.L. Caragiale” din București.

## Premii și distincții
Președintele României Ion Iliescu i-a conferit artistului Eugen Cristea la 7 februarie 2004 Ordinul Meritul Cultural în grad de Cavaler, Categoria D - "Arta Spectacolului", „în semn de apreciere a întregii activități și pentru dăruirea și talentul interpretativ pus în slujba artei scenice și a spectacolului”. 